# Syzygos
 (juillet 2022).
La mise en forme du texte ne suit pas les recommandations de Wikipédia : il faut le « wikifier ».
Les points d'amélioration suivants sont les cas les plus fréquents :
- Les titres sont pré-formatés par le logiciel. Ils ne sont ni en capitales, ni en gras.
- Le texte ne doit pas être écrit en capitales (les noms de famille non plus), ni en gras, ni en italique, ni en « petit »…
- Le gras n'est utilisé que pour surligner le titre de l'article dans l'introduction, une seule fois.
- L'italique est rarement utilisé : mots en langue étrangère, titres d'œuvres, noms de bateaux, etc.
- Les citations ne sont pas en italique mais en corps de texte normal. Elles sont entourées par des guillemets français : « et ».
- Les listes à puces sont à éviter, des paragraphes rédigés étant largement préférés. Les tableaux sont à réserver à la présentation de données structurées (résultats, etc.).
- Les appels de note de bas de page (petits chiffres en exposant, introduits par l'outil «  Source ») sont à placer entre la fin de phrase et le point final[comme ça].
- Les liens internes (vers d'autres articles de Wikipédia) sont à choisir avec parcimonie. Créez des liens vers des articles approfondissant le sujet. Les termes génériques sans rapport avec le sujet sont à éviter, ainsi que les répétitions de liens vers un même terme.
- Les liens externes sont à placer uniquement dans une section « Liens externes », à la fin de l'article. Ces liens sont à choisir avec parcimonie suivant les règles définies. Si un lien sert de source à l'article, son insertion dans le texte est à faire par les notes de bas de page.
- La présentation des références doit suivre les conventions bibliographiques. Il est recommandé d'utiliser les modèles {{Ouvrage}}, {{Chapitre}}, {{Article}}, {{Lien web}} et/ou {{Bibliographie}}. Le mode d'édition visuel peut mettre en forme automatiquement les références.
- Insérer une infobox (cadre d'informations à droite) n'est pas obligatoire pour parachever la mise en page.

Pour une aide détaillée, merci de consulter Aide:Wikification.
Si vous pensez que ces points ont été résolus, vous pouvez retirer ce bandeau et améliorer la mise en forme d'un autre article.
Dans la religion manichéenne, le Syzygos (en grec étymologiquement "con-joint", en parthe appelé yamag ou yamag rōšan soit "jumeau brillant") aussi appelé le Jumeau est le double spirituel de Mani, qui, d'après Mani, lui aurait révélé ses origines, sa nature et la révélation en elle-même, ainsi que "les secrets des Éons", quand Mani avait douze puis vingt-quatre ans. Ces visions ont changé la vision du monde de Mani, ce qui a entrainé son expulsion de la secte elkasaïte où il avait grandi, à vingt-quatre ans. Le Jumeau aurait demandé à Mani de sortir et de prêcher au monde. Le Jumeau céleste de Mani a été identifié, notamment par Mani lui-même, au Paraclet, "l'Esprit de Vérité" annoncé par Jésus, qui viendrait après lui pour consoler et éclairer les hommes. Il n'est cependant pas tout à fait clair si ce n'est pas Mani lui-même qui est considéré comme le Paraclet dans la pensée manichéenne: les textes manichéens de l'Asie centrale identifient Mani au Paraclet, plus que le Syzygos. Dans tous les cas, Mani a proclamé avoir été en unité avec le Syzygos, avoir fait un, corps et âme. On trouve, dans le Codex Mani de Cologne (CMC 24:3-14), la phrase:
"J'ai cru qu'il m'appartient et qu'il est (à moi) et (qu'il) est un bon et excellent conseiller. Je l'ai reconnu et j'ai compris cela, car je suis lui depuis que j'ai été séparé de lui. Je témoigne que je suis celui qui est inébranlable."
L'existence de ce jumeau, le Paraclet ou "l'Esprit de Vérité" est fondamentale dans le manichéisme, puisqu'elle justifie la conception de Mani comme Sceau de la Prophétie et dernier prophète de tous les temps: il a reçu le parachèvement de la Vérité totale et absolue. De la même façon que Mani a été éclairé par le Syzygos, dans la pensée manichéenne, l'humanité tout entière peut être — et doit être — éclairée et éveillée par le message de Mani. C'est grâce au Syzygos que Mani peut sauver et racheter les péchés. De plus, le Syzygos a un pouvoir de guérison sur Mani, qui permet à Mani d'accomplir son rôle de "médecin du monde". Dans le Codex Manichéen de Cologne, le Syzygos dit:
"En réalité, je te montrerai avec la main toute chose, et je serai pour toi comme un miroir, afin que la sagesse se manifeste en toi et que tu sois libéré de la maladie."
On peut également y lire, de la part de Mani:
"Il (le Syzygos) m'a apporté la plus belle espérance; et la rédemption pour ceux qui souffrent, les conseils et pensées les plus véridiques et également l'imposition des mains venue de mon Père".
Mani et son Syzygos sont considérés comme faisant partie d'un couple. La mort de Mani, "l'Apôtre de Lumière", est considérée par les manichéens comme la réunion de celui-ci avec le Jumeau céleste.

## Syzygos dans le christianisme
Le mot Syzygos (σύζυγος) est mentionné dans l'Épître aux Philippiens 4:2-3: Euodia et Syntyche, deux femmes, des cheftaines dans l'Église philipienne, sont encouragées à être en concorde, et le σύζυγος est appelé à travailler avec elles. Le terme syzygos est ici une métaphore pour que la congrégation philipienne soit unie, concrètement il désigne la coopération avec le ministère d'Euodia et de Syntyche, demandée par Paul . Il a été proposé que syzygos dans ce contexte soit un nom propre, mais cela est peu probable, d'abord parce qu'on ne le trouve nulle part comme nom propre, et ensuite parce que dans 4:2-3, Paul utilise plusieurs noms commençant par συν- et συ-, ce qui est une forme de figure de style, enfin le terme γνησιος dans la même phrase, rend cette hypothèse tout à fait improbable, cf. Fellows & Steward 2018: 232.
Le Syzygos connaîtra cependant une histoire plus complexe dans le christianisme. En effet, dans le judéo-christianisme des origines (c'est-à-dire le christianisme des premiers convertis juifs et de leurs descendants), il existait une forme de Trinité, dont le troisième élément était un Saint Esprit féminin, compris parfois comme la Mère ou la Sœur (mystique) de Jésus Christ. De plus, dans l'autobiographie (fictionnelle) de Clément de Rome, on retrouve l'idée que Dieu est accompagné d'un syzygos surnaturel mâle-femelle. Dans ce texte précis, le syzygos mâle est le prototype cosmique de Jésus (tandis que le féminin est le principe du mal). Il est remarquable qu'en moyen-perse, le Syzygos soit appelé narǰamīg, soit littéralement "jumeau mâle", qui semble être une référence directe à ce fait. On peut donc concevoir que l'idée du Syzygos de Mani ait été influencée, ou même peut-être basée sur des enseignements judéo-chrétiens, et sur cette conception du jumeau divin, membre d'une ancienne Trinité judéo-chrétienne.